# Bénédict Morel
Bénédict Augustin Morel (Viena, 22 de noviembre de 1809-Ruan, 30 de marzo de 1873) fue un médico francés nacido en Viena, Austria. Considerado como uno de los médicos más influyentes en el campo de la psiquiatría durante el siglo XIX.

## Carrera
Asistió a la universidad en París, y mientras estudiaba complementaba sus ingresos dando clases de inglés y alemán. En 1839 obtuvo su doctorado en medicina, y dos años más tarde comenzó a trabajar como asistente del psiquiatra Jean-Pierre Falret (1794–1870) en el Hospital de la Pitié-Salpêtrière en París.
A mediados de la década de 1840, su interés por la psiquiatría se incrementó cuando visitó varias instituciones mentales a lo largo de Europa- En 1848 fue elegido director del Asile d'Aliénés de Maréville en Nancy. Allí introdujo reformas relacionadas con el bienestar de los pacientes, en particular la liberalización de las prácticas de restricción. En el asilo Maréville estudió a los minusválidos mentales, realizando investigaciones sobre sus historias familiares con hincapié en aspectos tales como la pobreza o enfermedades físicas de la infancia. En 1856 comenzó a desempeñarse como director del asilo mental de Saint-Yon en Ruan.
Morel, influenciado por varias teorías pre-darwinianas de la evolución, particularmente por las que le atribuían un papel importante a la aclimatación, consideró a la deficiencia mental como la etapa final de un proceso de deterioro mental. En la década de 1850 desarrolló su teoría de la degeneración tomando como base los problemas mentales que surgen desde los primeros años de vida hasta la adultez. En 1857 publicó Traité des dégénérescences physiques, intellectuelles et morales de l'espèce humaine et des causes qui produisent ces variétés maladives, en el cual explica la naturaleza, causas e indicaciones de la degeneración humana. Morel buscó causas para las enfermedades mentales en la herencia, aunque más adelante comenzó a creer que el alcohol y el uso de drogas pueden ser factores importantes en el curso de las enfermedades de ese tipo.
Morel concibió el término démence precoce (en latín, dementia praecox) en 1860 para describir un desorden mental que ataca inicialmente a los seres humanos en la adolescencia o juventud adulta, y finalmente lleva al deterioro de las funciones mentales y a la discapacidad. Más tarde, se reunieron pruebas para demostrar que el desorden conocido como "dementia praecox" no llevaba necesariamente al deterioro mental, ni que afectaba solamente a los jóvenes, por lo que en 1908 el psiquiatra suizo Eugen Bleuler creó el término "esquizofrenia" como una definición más certera de la enfermedad.

## Obras selectas
- Traité des maladies mentales. 2 volúmenes; París, 1852-1853; 2.ª edition, 1860. (en la segunda edición utilizó el término démence-precoce para referirse a la degeneración mental.)[2]
- Le no-restraint ou de l’abolition des moyens coercitifs dans le traitement de la folie. París, 1861
- Du goître et du crétinisme, étiologie, prophylaxie etc. París, 1864
- De la formation des types dans les variétés dégénérées. Volumen 1; Ruan, 1864